# Nilofar Ibrahimi
Nilofar Ibrahimi é uma ginecologista afegã e ex-política que serviu como membro do Parlamento do Afeganistão.